# 台北市立中崙高級中学
台北市立中崙高級中学（ちゅうろん/チョンルンこうきゅうちゅうがく、ピンイン：Zhōnglún、注音: ㄓㄨㄥ ㄌㄨㄣˊ、Taipei Municipal Zhong Lun Senior High School）は、台湾台北市にある全日制普通科高校。中等部の付属国民中学を併設している。
2005年に台北市教育局とマイクロソフト社が協力し、無線LANシステムを活用した未来学園モデル校として指定されている。

## 沿革
- 1973年 台北市が学校建設地を決定
- 1996年 学校建設を開始
- 1997年7月1日 中崙国中の設立の認可
- 1998年7月 中崙高中に改編
- 2002年8月1日 正式に開校

## 組織
- 普通科

## 歴代校長
1. 謝應裕:1997年8月～2001年7月
2. 蘇明宗:2001年8月～2004年7月
3. 潘正安:2004年8月～2011年7月
4. 謝念慈:2011年8月～2014年7月
5. 孫明峯:2014年8月～2020年7月
6. 劉晶晶:2020年8月～2024年7月
7. 吳銘祥:2024年8月～今

## 校歌
なし